# Heteroconis nigricornis
Heteroconis nigricornis är en insektsart som beskrevs av Meinander 1969. Heteroconis nigricornis ingår i släktet Heteroconis och familjen vaxsländor. Inga underarter finns listade i Catalogue of Life.

## Bildgalleri

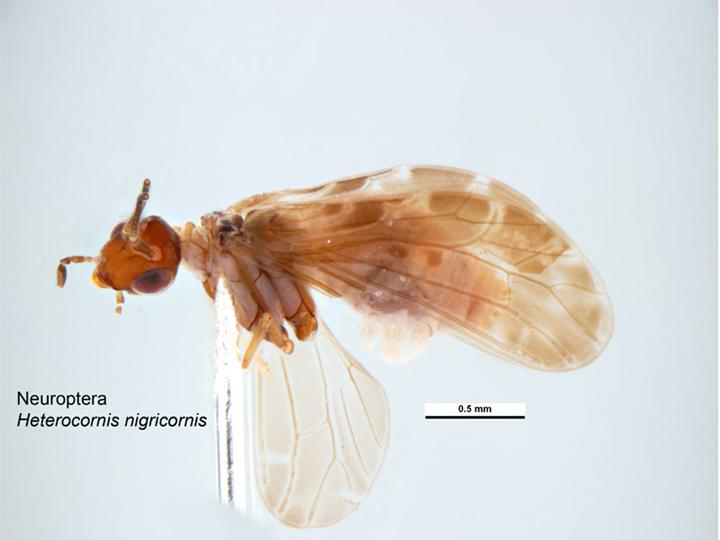